# Герговия
Герговия (Gergovia) — галльский укреплённый пункт, располагавшийся в области племени арвернов, в 6 км к югу от современного Клермон-Феррана в Оверни (Франция) и занимавший площадь 75 га. Получил известность благодаря активному сопротивлению насаждению власти Рима в 52 году до н. э. (период правления Юлия Цезаря).
Во время археологических раскопок, проводившихся в 1863 и 1930-х—1940-х годах были обнаружены остатки древнегалльского поселения, включавшие каменные укрепления, мастерские, жилища и т. д. В поселении было найдено большое количество бытовых предметов, преимущественно относящихся к латенской культуре. Помимо этого, поблизости были обнаружены остатки двух военных лагерей, откуда римские войска осуществляли осаду поселения, и других римских военных сооружений.